# Sandören, Småland
Sandören är en sjö i Älmhults kommun i Småland och ingår i Skräbeåns huvudavrinningsområde. Sjön är 14,9 meter djup, har en yta på 0,9 kvadratkilometer och befinner sig 167 meter över havet. Vid provfiske har bland annat abborre, gers, gädda och lake fångats i sjön.
Den allra sydligaste delen av sjön ligger i Osby kommun i Skåne.

## Delavrinningsområde
Sandören ingår i det delavrinningsområde (625748-141773) som SMHI kallar för Mynnar i Vilshultsån. Medelhöjden är 160 meter över havet och ytan är 17,28 kvadratkilometer. Det finns inga avrinningsområden uppströms utan avrinningsområdet är högsta punkten. Vattendraget som avvattnar avrinningsområdet har biflödesordning 3, vilket innebär att vattnet flödar genom totalt 3 vattendrag innan det når havet efter 50 kilometer. Avrinningsområdet består mestadels av skog (80 procent). Avrinningsområdet har 1,22 kvadratkilometer vattenytor vilket ger det en sjöprocent på 7 procent.

## Fisk
Vid provfiske har följande fisk fångats i sjön:
- Abborre
- Gärs
- Gädda
- Lake
- Mört
- Sik